# Kenya International 2013
Die Kenya International 2013 im Badminton fanden vom 27. bis zum 30. Juni 2013 in Nairobi statt.

## Sieger und Platzierte
| Disziplin    | Gold                                | Silber                           | Bronze                        |
| ------------ | ----------------------------------- | -------------------------------- | ----------------------------- |
| Herreneinzel | Subhankar Dey                       | Gideon Babalola                  | Joseph Abah Eneojo            |
| Herreneinzel | Subhankar Dey                       | Gideon Babalola                  | Paul Fagbemi                  |
| Dameneinzel  | Grace Gabriel                       | Shamim Bangi                     | Daisy Nakalyango              |
| Dameneinzel  | Grace Gabriel                       | Shamim Bangi                     | Brenda Nabusindo              |
| Herrendoppel | Joseph Abah Eneojo Victor Makanju   | Ibrahim Adamu Siddhrath Saboo    | Herbert Ebayo Jacob Musisi    |
| Herrendoppel | Joseph Abah Eneojo Victor Makanju   | Ibrahim Adamu Siddhrath Saboo    | Matheri Joseph Abner Orwaru   |
| Damendoppel  | Dorcas Ajoke Adesokan Grace Gabriel | Shamim Bangi Margaret Nankabirwa | Mercy Joseph Lavina Martins   |
| Damendoppel  | Dorcas Ajoke Adesokan Grace Gabriel | Shamim Bangi Margaret Nankabirwa | Susan Kyalo Susan Wangari     |
| Mixed        | Patrick Kinyua Mercy Joseph         | Matheri Joseph Lavina Martins    | Brian Ssunna Daisy Nakalyango |
| Mixed        | Patrick Kinyua Mercy Joseph         | Matheri Joseph Lavina Martins    | Alfred Muthomi Sheila Muthoni |